# Drycothaea wappesi
Drycothaea wappesi es una especie de escarabajo longicornio del género Drycothaea, familia Cerambycidae. Fue descrita científicamente por Galileo & Martins en 2010.
Habita en Guatemala. Los machos y las hembras miden aproximadamente 7,5-8,2 mm. El período de vuelo de esta especie ocurre en el mes de abril.